# شمس‌العماره (بندر انزلی)
بنای شمس‌العماره بندر انزلی بنای کلاه فرنگی پنج طبقه بود که در مرکز شهر بندر انزلی در گیلان جای داشت.

## پیشینه
در سال‌های میانی سده نوزدهم میلادی ناصرالدین شاه فرمان ساخت کاخی در مرکز شهر را می‌دهد که سپس‌تر این کاخ به نام «شمس‌العماره» شناخته و مشهور می‌شود. ساختمان شمس‌العماره از پرآوازه‌ترین و بلندترین ساختمان‌های شهری در ایران دوره قاجار و نیز انزلی بوده‌است که در بلوار فوقانی کنونی در ۵ طبقه ساخته شده بود. ناصرالدین شاه در سفرنامه بازگشت از اروپای خود می‌نویسد: ۴ ساعت به غروب مانده وارد انزلی می‌شویم. منزل ما در برجی است که به حکم ما، وزیر خارجه در زمان حکومت خود در گیلان بنا نهاده‌است. بعد توسط میرزا محمد حسین به اتمام رسید و اندک کار باقی‌مانده آن توسط معتمدالملک به اتمام خواهد رسید. معتمدالملک مسئول نگهداری شهر و گماره والی گیلان بوده‌است و با توجه به زمان سفر ناصرالدین‌شاه به اروپا، سال ۱۲۴۹ شمسی، سال ساخت شمس‌العماره بوده‌است. این تاریخ در کتاب ولایات دارالمرز ایران نوشته رابینو که تاریخ ساخت شمس‌العماره را ۱۲۸۸ هجری قمری بیان کرده سازگاری دارد.

## معماری
این برج ۵ طبقه و سراسر از سنگ و آجر بوده‌است و ایوان‌های ان از جنس چوب منقش بوده‌است. ساختمان چشم‌انداز بسیار زیبایی به دریا و جنگل‌های پیرامونی شهر داشته، به گونه‌ای که ناصرالدین شاه در سفرنامه بازگشت از اروپا می‌نویسد: «در هیچ‌کجای اروپا چنین منظره زیبایی را ندیده‌ام»

## ویرانی
پس از ناصرالدین شاه این ساختمان یکبار در سال ۱۲۸۶ شمسی به کوشش مردم شهر بازسازی می‌شود. اما در نهایت بخش‌های گچبری شده و لوازم داخل آن توسط موسیو هانسیس مسئول مالیه گیلان در اواخر دهه ۱۲۹۰ از کاخ به بیرون برده و از کشور خارج می‌گردد. این بنا پس از احداث ساختمان شهرداری در سال ۱۳۰۶ به‌طور کامل ویران شده و در سال ۱۳۱۱ به جای آن حوضی به مساحت ۲۱۴ متر مربع ساخته شد.